# Nurija Pozderac
Nurija Pozderac (Cazin, 15. siječnja 1892. – okolina Tjentišta, 12. lipnja 1943.), bosanskohercegovački učitelj i političar.

## Životopis
Nurija Pozderac je rođen 15. siječnja 1892. godine u Cazinu. Njegov otac Mustafa-aga Pozderac bio je jedan od posljednjih aga Osmanskog Carstva u Cazinskoj krajini. Osnovnu je školu završio u rodnom mjestu, četiri razreda gimnazije u Bihaću i, od 1914. godine učiteljsku školu u Sarajevu. Potom je otišao na odsluženje vojnog roka. Pošto je izbio Prvi svjetski rat odlazi u Beč, a onda na front u Galiciju gdje je, ranjen, pao u rusko zarobljeništvo.
Nastojeći povezati se s bratom Alijom Pozdercem, koji je isto bio ruski zarobljenik, stupio je u Crvenu armiju i postao njen časnik. Bio je pobornik jugoslavenske ideje, veoma aktivan u Dobrudžbi u stvaranju dobrovoljačkih postrojbi za borbu protiv centralnih sila i za stvaranje Jugoslavije. Poslije rata, vraća se u Cazin, uključuje u politički život i kao istaknuti pripadnik Jugoslavenske muslimanske organizacije (JMO) postaje najmlađi poslanik u Ustavotvornoj skupštini Kraljevine Srba, Hrvata i Slovenaca.
U nekim izvorima koji se odnose na zbivanja neposredno pred Prvi svjetski rat Nurija Pozderac je održavao bliske kontakte s članovima Mlade Bosne u Sarajevu. Godine 1935. na listi udružene opozicije, izabran je za narodnog poslanika u skupštini Kraljevine Jugoslavije iz cazinskog sreza. U Narodnoj skupštini u Beogradu, delegiran izbornom voljom, s položaja narodnog poslanika ispred cijelog cazinskog sreza demonstrativno je ukazivao na ozbiljne posljedice prakse oduzimanja posjeda od muslimanskih zemljovlasnika, njihovog razvlašćivanja kroz agrarnu reformu i dodjeljivanje istih solunskim dobrovoljcima.
Na putu svog političkog uzdizanja dosegao je 1939. godine do pozicije potpredsjednika Narodne skupštine u Beogradu. Poslije okupacije Jugoslavije i stvaranja Nezavisne države Hrvatske (NDH) 1941. godine nije se mirio s ustaškom politikom ubijanja i protjerivanja Srba i Židova u Bosni i Hercegovini. Džafer-beg Kulenović, predsjednik JMO, ponudio mu je mjesto ministra u Vladi NDH, ali je to odbio. Tokom 1941. godine povezao se s partizanima i priključio se Narodnooslobodilačkom pokretu (NOP). Kao veoma utjecajna i poznata ličnost među narodom Cazinske krajine 1942. godine bio je izabran za predsjednika Narodnooslobodilačkog odbora (NOO) u Cazinu. Bio je sudionik Prvog zasjedanja Antifašističke skupštine narodnog oslobođenja Jugoslavije (AVNOJ) održanog 26. i 27. studenog u Bihaću. Na ovom zasjedanju je izabran za potpredsjednika Izvršnog odbora AVNOJ-a.
Bio je sudionik Četvrte neprijateljske ofanzive poznate kao Bitka na Neretvi u ožujku 1943. godine. Tokom Pete neprijateljske ofanzive poznate kao Bitka na Sutjesci, 8. lipnja 1943. bio je ranjen prilikom bombardiranja u šumi kod katuna Duži na planinskoj visoravni Vučevo iznad rijeke Sutjeske. Nekoliko dana kasnije, 12. lipnja 1943. od zadobivenih rana preminuo je na Dragoš-Sedlu, za vrijeme pokreta za Tjentište.
Ukazom Predsjedništva Antifašističkog vijeća narodnog oslobođenja Jugoslavije (AVNOJ), 25. rujna 1944. za zasluge u ratu posmrtno je odlikovan Ordenom narodnog oslobođenja. Njegov grob na Dragoš sedlu, koji se nalazi u okviru memorijalnog kompleksa "Dolina heroja" u nacionalnom parku Sutjeska, bio je veoma posjećeno turističko mjesto tokom postojanja Jugoslavije, koje su posjećivale brojne školske ekskurzije i drugi posjetioci. Njegova obiteljska kuća u Cazinu je ožujka 2009. godine proglašena nacionalnim spomenikom Bosne i Hercegovine.
Memorijalna ustanova za žrtve i heroje holokausta "Yad Vashem" iz Izraela je 2012. godine Nuriji i njegovoj supruzi Devleti posmrtno dodijelila nagradu medalju Pravednik među narodima i Povelju časti jer su 1941. godine spasili skupinu Židova, koji su uspjeli pobjeći iz transporta za koncentracioni logor Jasenovac.
Nurija i njegova supruga Devleta, imali su osmero djece, četiri sina i četiri kćerke. Zajedno s Nurijom u trenutku smrti bio je njegov sin Sead, koji je tada bio partizanski borac, a kasnije liječnik. Unuk Nurijine kćerke Sadete je Vuk Jeremić, srbijanski političar i diplomata, bivši ministar vanjskih poslova Republike Srbije i bivši predsjednik Generalne skupštine Ujedinjenih naroda. Iz brojne porodice Pozerac potekli su i braća Hamdija, Hakija i Sakib, koji su obavljali visoke državne, partijske i vojne funkcije u SFRJ i SR BiH. Oni su bili djeca Nurijinog brata Mehmeda (Mehe).

## Pozderac i Tito
Dana 22. prosinca 1942. godine Tito je boravio u Cazinu. U sklopu posjete tada tek oslobođenoj tzv. "Bihaćkoj republici", Tito je stigao u maleni krajiški gradić, gdje se sastao s jednim od najvećih partizanskih boraca, Nurijom Pozdercem. 
Nurija je otvorio zbor sljedećim riječima: "Selam alejkum, braćo muslimani." Kada je istupio Tito, uslijedilo je čuveno priznanje: "Ja sam Josip Broz, metalski radnik, Hrvat iz Zagorja" - jednostavnom formulom za samolegitimiranje i pamćenje - u Cazinu je Tito prvi put javno razotkrio svoj identitet. Kažu da je Ivan Ribar pred samim vratima uspio došapnuti: "Druže Stari, ovo je muslimanska kuća, ovdje se izuva." Tito je ušao u čarapama, a kada je izlazio, čizme su ga dočekale na pragu, čiste i naglancane da se možeš ogledati.
Tito, koji je sa svojom pratnjom iz Bihaća u Cazin došao preko Tržačkih Raštela, pošto je most Cazin-Srbljani bio srušen, tada se prvi put obratio velikom skupu Muslimana, pokušavajući ih, pridobiti na svoju stranu. Tito je s Nurijom posjetio i cazinsku džamiju, što se ispostavilo kao odličan potez, budući da su muslimani u Krajini, nakon nekoliko velikih zborova, masovno počeli pristupati partizanima. Nurija Pozderac usprkos svemu nikada nje postao član Komunističke partije Jugoslavije. Ostao je do kraja vjernik musliman.

## Priznanja
- Orden narodnog oslobođenja
- Pravednik među narodima

## Vanjske povezice
- Nurija Pozderac: Portret jednog Krajišnika